# Энцефаляртос Вуда
Энцефаля́ртос Ву́да (лат. Encephalártos woódii) — вид саговниковых растений рода Энцефаляртос (Encephalartos) семейства Замиевые (Zamiaceae). Очень редкое растение, в дикой природе не встречающееся.

## Распространение и среда обитания
Узколокальный эндемик, известен по единственному мужскому растению, росшему на крутом южном склоне на окраине леса Нгойе на севере провинции Квазулу-Натал (ЮАР). Сейчас растение не встречается в этом регионе.

## Ботаническое описание

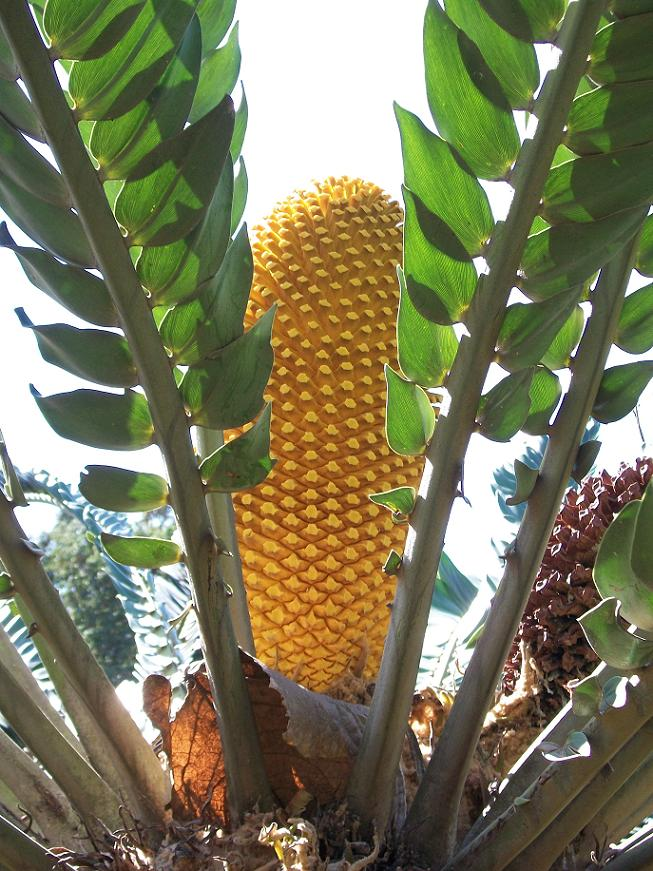
Мужской стробил молодого растения

Растение до 6 м высотой. Ствол растения расширяется у основания, что нехарактерно для саговников.
Ствол увенчан зонтообразной кроной из блестящих тёмно-зелёных листьев. Каждый лист примерно 1,8 м длиной, разделён на листочки, наиболее широкие у основания листа и постепенно сужающиеся до колючек к его окончанию.
Мужские стробилы цилиндрической формы, ярко-оранжевые, вырастают до 1,2 м.
Семена у этого вида неизвестны. Вероятно, сходные с другими саговниками — крупные, мясистые.

## История
Единственное многоствольное дикорастущее растение было обнаружено в лесу Нгойе Джоном Медли Вудом, описано им в 1907 году как разновидность энцефаляртоса Альтенштейна. В 1908 году неуверенно переведён в ранг вида Фредериком Сандером, назвавшим его в честь первооткрывателя.
В культуре известно около 500 мужских растений, полученных делением единственного дикорастущего экземпляра. Предпринимаются попытки выведения женских особей. В частности, было обнаружено, что этот вид даёт плодоносящие гибриды с женскими особями энцефаляртоса наталского. Последующим многократным скрещиванием женских гибридов с мужскими E. woodii можно получить женские растения, очень близкие к энцефаляртосу Вуда. Однако чистую линию E. woodii таким образом получить невозможно, поскольку от поколения к поколению передаются хлоропласты энцефаляртоса наталского.

## Природоохранная ситуация
Последние части многоствольного экземпляра были изъяты из дикой природы в 1916 году. Многие из них были перевезены в ботанические сады. Другие дикорастущие растения к настоящему времени не обнаружены. По критериям Международного союза охраны природы до 1993 года вид относился к вымершим, однако впоследствии была введена категория видов, исчезнувших в дикой природе, к которой и был отнесён этот вид энцефаляртоса.